# McLendon-Chisholm
McLendon-Chisholm è una città degli Stati Uniti d'America, situata nello Stato del Texas, nella Contea di Rockwall.